# Berntsen Point
Der Berntsen Point ist eine Landspitze an der Ostküste von Signy Island im Archipel der Südlichen Orkneyinseln. Er liegt an der Südseite der Einfahrt zur Borge Bay.
Wissenschaftler der britischen Discovery Investigations kartierten das Kap 1927 und benannten es nach dem norwegischen Kapitän Søren Berntsen (1880–1940), der den Discovery Investigations zwischen 1927 und 1928 bei der Sammlung von Gesteinsproben von Signy Island behilflich war.